# Zeno Welser von Welsersheimb
Gróf Welser Welsersheimb Zénó (Laibach, 1835. december 1. – Tab, 1921. február 2.) osztrák honvédelmi miniszter.

## Életpályája
Apja, gróf Leopold Welsersheimb (1793 – 1874) híres augsburgi Welser patrícius családból származott. Felesége Roden Katalin, Hadik Júlia és báró Roden Ferenc császári és királyi kamarás, tábornok leánya volt. Zénó gróf 1859-ben kapitányi rangban elvégezte a Katonai Akadémiát. 17 évesen kadétként lépett a katonai szolgálatba, 1853-ban hadnagy lett, 1857-ben kapitány. 1866-ig részt vett őrnagyi rangban, az olaszországi hadjáratokban. A déli hadseregben Albrecht főherceg tábornagy szárnysegédjeként harcol. Gyorsan emelkedett a katonai ranglétrán. Mint katonai attasé az osztrák-magyar katonai hírszerzés, a Nyilvántartó Iroda keretében az osztrák követségnél tevékenykedett Párizsban 1870-ig, majd hasonló rangban kinevezték az osztrák-magyar követségre Berlinben. Itt 1875-ig maradt, majd visszatért az aktívabb katonai pályára.
1880-ban a Horst kabinet bukása után gróf Taffe miniszter kinevezte osztrák honvédelmi miniszterré. Ezt a pozíciót nyugdíjazásáig megtartotta. 1887-től a 21. számú Abensberg és Traun gróf-féle gyalogezred tulajdonosa és főrendi ház tagja volt. 1890-től táborszernaggyá nevezték ki. Miniszterként mindig a hadsereg politikamentességét hangsúlyozta.
1896-ban lett az Aranygyapjas rend tagja, majd 1902-ben 50 évi szolgálat után a Leopold Rend Nagykeresztjével tüntették ki. Miután 1905-ben nyugdíjba vonult, családjával Tabon élt. Itt érte a halál 1921. február 2-án.

## Emlékezete
Gróf Welser Welsersheimb Zénó és felesége sírja a tabi temetőben található.

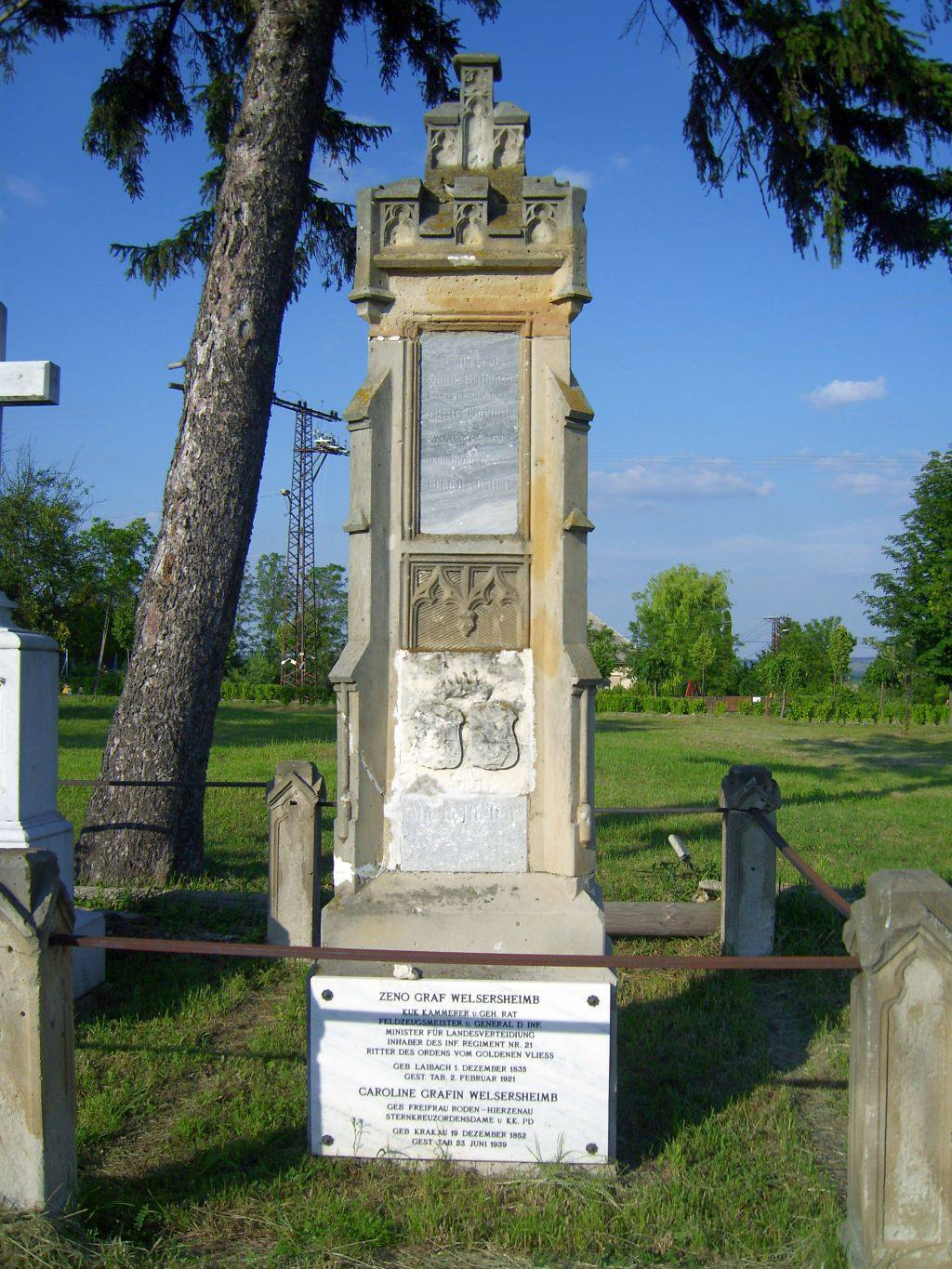
Welsersheimb család sírköve
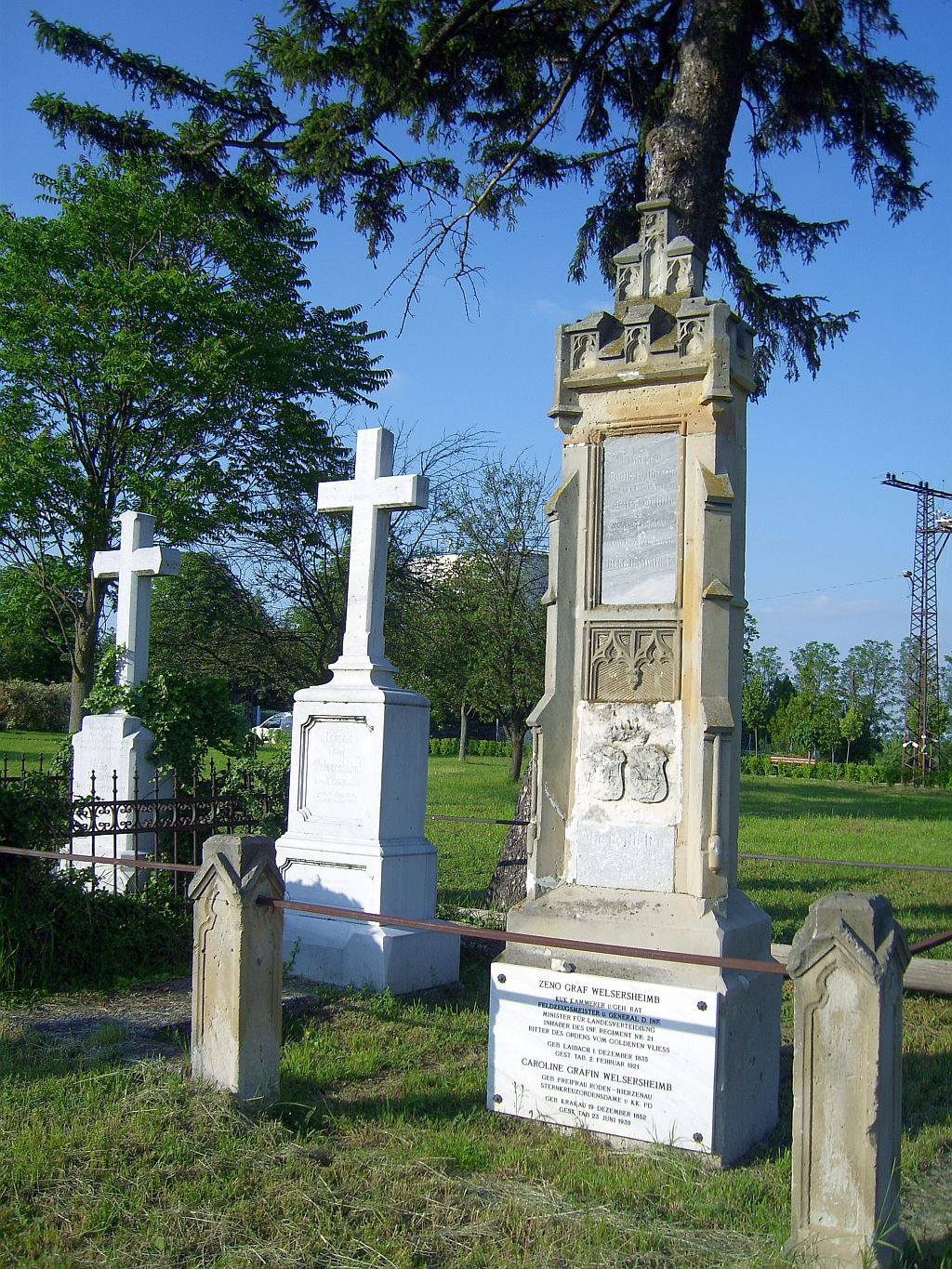
Welsersheimb család sírköve
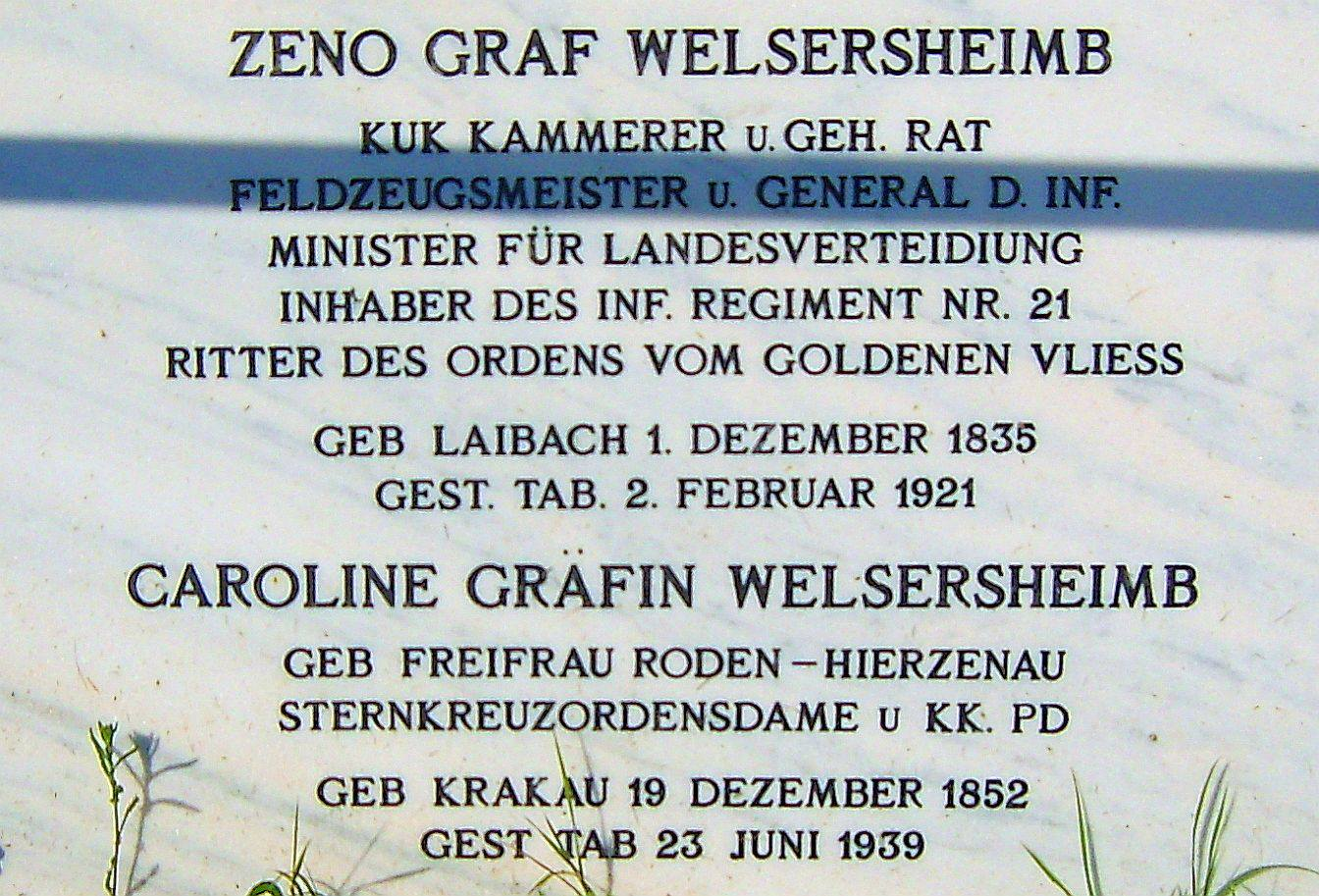
Welsersheimb család sírfelirat

Volt kastélyukban 1944-ben a Tab Járási Szükségkórház működött, jelenleg szociális otthonként üzemel.

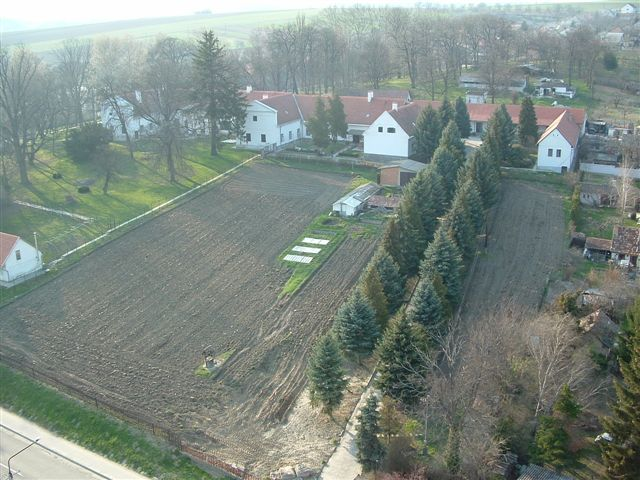
Welsersheim-kastély légifotó
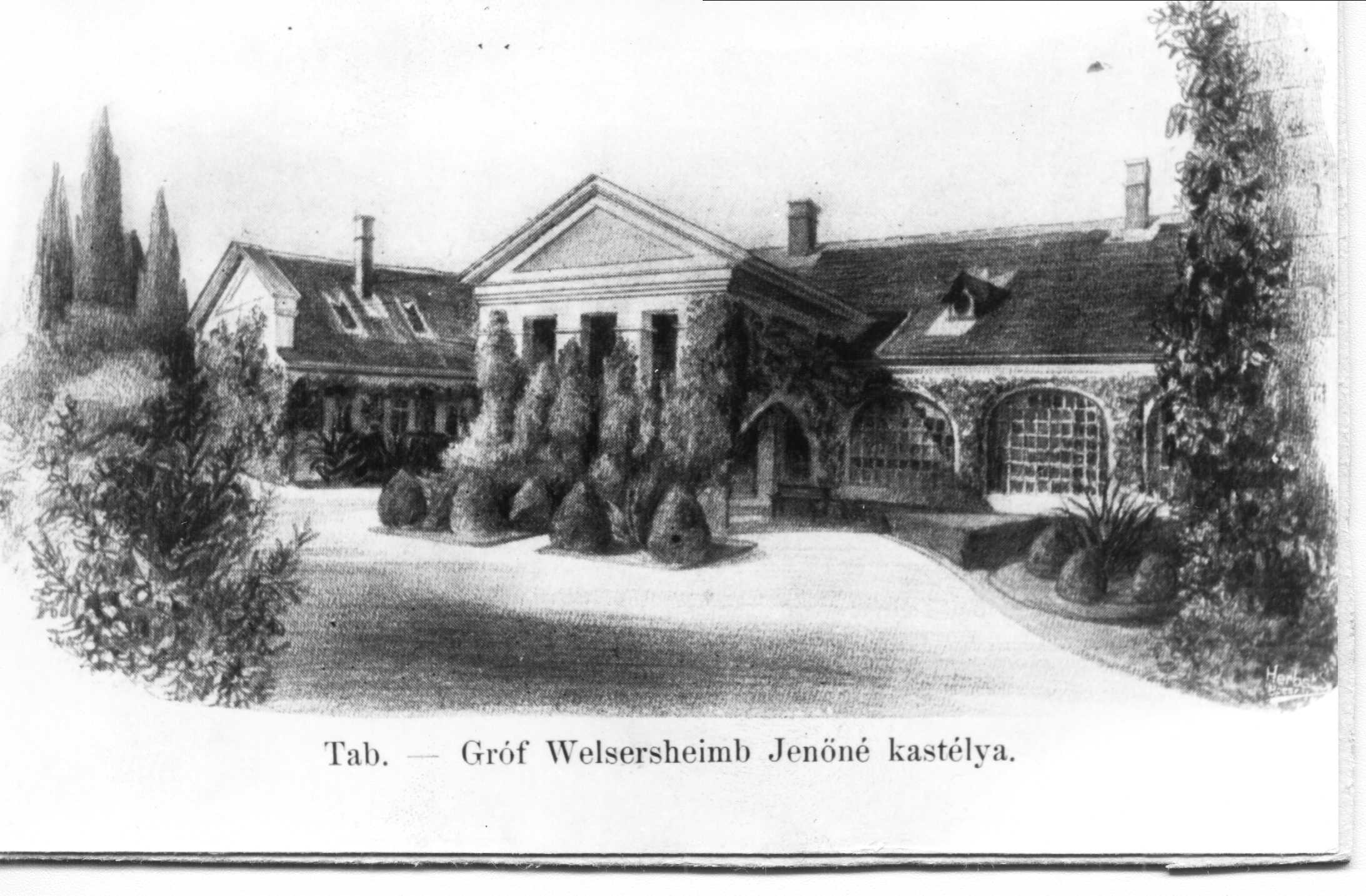
Welsersheim-kastély grafika